# 小棘足螳属
小棘足螳属（学名：Oligocanthopus）为矮螳科的一个属。

## 下属物种
本属包括以下物种：
- 饰装小棘足螳 Oligocanthopus ornata Beier, 1931